# 白天树
白天树，中华人民共和国政治人物、全国脱贫攻坚先进个人。

## 生平
白天树任秀山土家族苗族自治县川河盖蜜蜂养殖专业合作社理事长。因在脱贫攻坚战中作出突出贡献，2021年2月25日全国脱贫攻坚总结表彰大会上，白天树被授予“全国脱贫攻坚先进个人”。